# Sigismund I. Poljski
Sigismund I. Poljski ali Sigismund I. Stari (poljsko Zygmunt I Stary, litovsko Žygimantas II Senasis) je bil od leta 1506 do svoje smrti kralj Poljske in veliki knez Litve, * 1. januar 1467, Kozienice, Poljska, † 1. april 1548, Krakov, Poljska.
Bil je vladar iz Jagelonske dinastije, sin kralja Kazimirja IV. in mlajši brat kraljev Ivana I. Alberta in Aleksandra I. Jagela. Vzdevek "Stari" so mu dali kasnejši zgodovinarji, da bi ga razlikovali od njegovega sina in naslednika  Sigismunda II. Avgusta.
Sigismund Stari je bil rojen leta 1467 v mestu Kozienice kot peti sin Kazimirja IV. in njegove žene Elizabete Avstrijske. Kot peti najstarejši sin ni mogel pričakovati, da bo nasledil očetov prestol. Sigismundov najstarejši brat in upravičeni očetov naslednik je namesto očeta nasledil češkega kralja Jurija Podjebradskega in nato še ogrskega kralja Matijo Korvina. Po očetovi smrti je bilo poljsko-litovsko kraljestvo razdeljeno med Sigismundova starejša brata Ivana Alberta (Poljska) in Aleksandra (Litva). Po Albertovi nenadni smrti leta 1501 je Aleksander nasledil tudi Poljsko. Po Aleksandrovi smrti leta 1506 je oba položaja zasedel Sigismund, star 39 let.
Sigismund je kot sposoben monarh in pokrovitelj umetnosti vzpostavil poljsko oblast nad Vojvodsko Prusijo in k Poljski priključil vojvodino Mazovijo z Varšavo in hkrati ohranil njeno bogastvo in ugled. Poskrbel je, da so se njegov nečak Albert kot pruski vojvoda in Albertovi protestantski nasledniki priklanjali poljskim monarhom v znak politične in diplomatske odvisnosti. To se je dogajalo do Bromberškega sporazuma leta 1657, s katerim je Prusija pridobila suverenost. Sigismund in njegov poveljnik Jan Amor Tarnowski sta leta 1531 pri Obertynu premagala Kneževino Moldavijo in leta 1535 Moskovijo  in s tem okrepila vzhodne meje države. 
Njegovo 42-letno vladavino so zaznamovali tudi odločilni prispevki k poljski arhitekturi, kulinariki, jeziku in običajem, zlasti pod vplivom njegove druge žene, v Italiji rojene Bone Sforza. Na vrhuncu poljske renesanse in poljske zlate dobe sta prevladovala italijanski slog in moda. Poljska se je razvila v  izrazito  rimskokatoliško državo. Spomin na Sigismunda so na Poljskem obeležili na  na sodobnem bankovcu za 200 zlotov.
Sigismund je bil poročen dvakrat, najprej z ogrsko plemkinjo Barbaro Zapolja in nato z Bono Sforza, hčerko  milanskega vojvode Giana Galeazza Sforze. Njun edini sin in zadnji jagelonski kralj Sigismund II. Avgust je bil je bil leta 1529 kronan za sovladarja. Prestol je kot samostojen vladar prevzel po očetovi smrti leta 1548.

## Zgodnje življenje in kronanje
Sigismund i. je bil sin kralja Kazimirja IV. in Elizabete Habsburške. Ime je dobil po pradedu Sigismundu, cesarju  Svetega rimskega cesarstva. Najstarejši brat Vladislav je postal kralj Češke, Ogrske in Hrvaške, brata Ivan Albert in Aleksander pa vladarja Poljske in Litve. 
Ko je Kazimir IV. leta 1492 umrl, je bil Sigismund njegov edini sin brez naslova in zemlje. Od leta 1495 do 1496 je prosil brata Aleksandra, naj mu podeli nekaj zemlje, mati pa ga je poskušala pripeljati na avstrijski prestol. Oba poskusa sta propadla. Leta 1497 je starejši brat Ivan I. Albert poskušal osvojiti Moldavijo, da bi na njen prestol postavil Sigismunda, vendar se je  Invazija izkazala za popoln polom. Vladislav II. mu je končno podelil vojvodini Głogów (1499) in Opava (1501), leta 1504 pa je Sigismund postal guverner Šlezije in Spodnje Lužice.
Ivan I. Albert je leta 1501 nenadoma umrl. Nasledil ga je Aleksander I., ki je umrl kmalu za njim leta 1506. Po njegovi smrti je Sigismund odšel v Vilno, kjer ga je Zbor litovskih knezov 13. septembra 1506  izvolil za litovskega velikega kneza. Izvolitev je bila v nasprotju z Mielniško unijo iz leta 1501, ki je predvidela skupne poljske in litovske volitve novega kralja. 8. decembra 1506 je bil Sigismund na seji Poljskega senata v  Piotrkówu  izvoljen za poljskega kralja. 20. januarja 1507 je prišel v Krakov in bil štiri dni kasneje kronan v Vavelski stolnici.

## Notranja politika

### Krona poljskega kraljestva
Za notranje razmere na Poljskem so bila značilna široka pooblastila poslanske zbornice, potrjena in razširjena v ustavi Nihil novi (nisi commune consensus), kar pomeni Nič novega brez soglasja skupnosti. Zakon Nihil novi je poljskim kraljem prepovedal sprejemanje zakonov brez soglasja sejma. Sigismund je zato imel malo nadzora nad odločitvami, za razliko od senatorjev, ki jih je osebno imenoval. Sigismund  je sčasoma začel koristiti nasvete lokalnega plemstva, pristojnih ministrov, odgovornih za kraljevi sodni sistem, in premožnih  vplivnih krakovskih meščanov. Četudi je bil zadržan do parlamentarnega sistema in politične neodvisnosti plemstva, je priznaval avtoriteto pravnih norm, podpiral legalizem in skliceval letna zasedanja sejma, na katerih je običajno pridobival sredstva za obrambo države. Stalnega sklada za obrambo, ki bi se napajal iz letnih davkov, mu ni uspelo ustvariti. Leta 1527 je kljub temu ustanovil naborniško vojsko in birokracijo, potrebno za njeno financiranje. Uvedel je zakonike, ki so formalizirali kmetstvo na Poljskem in kmete uvrstil v zasebna posestva plemičev.
Z davčnimi zadevami je bil najverjetneje povezan neuspešen atentat nanj,  storjen 5. maja 1523. Identiteta storilca, ki je ustrelil vladarja na večernem sprehodu v okolici gradu Vavel, in njegovih morebitnih  pomagačev, ni bila nikoli ugotovljena. Motivi atentata so ostali nejasni. Motiv bi lahko bil odlok, izdan tri tedne pred dogodkom, ki je bil zelo neugoden in nekoliko sovražen do visokih plemičev in njihovih interesov.
Sigismund I. je dosegel več gospodarskih uspehov, med drugim delno zmanjšanje državnega dolga, ločitev javnih računov od kraljeve zakladnice, krepitev dejavnosti kovnice v Krakovu in poskus pridobivanja dohodka iz delujočih rudnikov soli. Poleg tega je leta 1519 izdal statut za Armence in nameraval vzpostaviti usklajen pravosodni sistem po vsej državi.
Med letoma 1530 in 1538 je izdal dva statuta, ki sta opredelila pravila za izbor monarha in trajno vzpostavila volilni sistem. Zakoni so določali, da lahko vse družbene skupine, ne glede na njihovo premoženje, spremljajo volilni proces (unusquisque qui vellet), volitve pa bi morale biti svobodne (electio Regis libera).
Sigismund I. je uspešno organiziral kmetijstvo, skrbel za razvoj kraljevih mest in pridobil številne zastavljene dobrine iz kraljeve zakladnice. Za finančne dejavnosti je imel polno podporo svoje žene, kraljice Bone, ki je želela z nakupom  razširiti kraljeva posestva in izboljšati njihovo gospodarsko učinkovitost. Leta 1514 je ustanovil Svet štirih dežel in zanj zadolžil Abrahama Češkega.

### Kurja vojna
Sigismund I. Stari je podedoval Poljsko kraljestvo s stoletno tradicijo plemiških svoboščin, potrjeno v številnih privilegijih. Upor v Lvovu, splošno znan kot kurja vojna (poljsko Wojna kokosza), je bil protirojalistični in protiabsolutistični upor plemstva leta 1537. Posmehljivo ime so skovali magnati, ki so večinoma podpirali kralja, in trdili, da je bil edini učinek "vojne" skoraj popolno izumrtje lokalnih kokoši in piščancev, ki so jih pojedli plemiči, zbrani za upor v Lvovu v vzhodnem delu Malopoljske.
Da bi okrepil svojo moč, je Sigismund sprožil niz reform. Leta 1527 je ustanovil stalno naborniško vojsko in razširil birokratski aparat, potreben za upravljanje države in financiranje vojske. Ob podpori svoje italijanske soproge Bone Sforze je začel kupovati zemljo in izvajati kmetijske reforme, da bi povečal kraljevo blagajno. Začel je postopek vračanja kraljevega premoženja, ki je bilo zastavljeno ali dano v najem plemičem.
Upor je organiziralo večinoma nižje in srednje plemstvo, da bi prisililo kralja, da opusti svoje tvegane reforme. Plemiči so mu postavili 36 zahtev. Med najpomembnejše so spadale prekinitev nadaljnjega pridobivanja zemlje s strani kraljice Bone, oprostitev plemstva od desetine, potrditev in razširitev privilegijev za plemiče ter sprejetje zakona o nezdružljivosti, s katerim posameznik ne bi mogel zasedati dveh ali več uradnih upravnih položajev v državi. Vloga nezdružljivosti je bila preprečiti bogatim magnatom, da bi si prisvojili preveliko moč na račun manjših plemičev.
Upor je kmalu zvodenel, ker so bili voditelji plemstva razdeljeni in je bilo poenotenje skoraj nemogoče. Prešibki, da bi začeli državljansko vojno proti kralju, so se protestniki končno strinjali s kompromisom. Sigismund je večino njihovih zahtev zavrnil, naslednje leto pa je sprejel načelo nezdružljivosti in se strinjal, da ne bo silil v volitve bodočega kralja vivente rege, se pravi ko je vladajoči kralj še živ. Plemstvo se je vrnilo na svoje domove, čeprav je doseglo bolj malo.

## Zunanja politika

### Vojna z Moskvo
Sigismund I. je bil od leta 1507, še preden je bila poljska vojska v celoti pod njegovim poveljstvom, občasno v vojni z Vasilijem III. Moskovskim. Napetosti so se začele stopnjevati, ko je Vasilij odkril, da je Sigismund podkupil krimskega kana Menglija I. Geraja, da bi napadel Moskovsko veliko kneževino. Decembra 1512 je moskovska vojska vdrla v Veliko litovsko kneževino, da bi osvojile Smolensk, glavno trgovsko središče med Rusijo in Evropo. Začetni obleganji leta 1513, ki sta trajali šest in štiri tedne, nista bili uspešni,  julija 1514 pa se je mesto vdalo.
Sledil je niz katastrofalnih ruskih porazov. Leta 1512 je veliki hetman Litve Konstantin Ostrogski opustošil pokrajino Severijo in premagal rusko vojsko okoli 6.000 mož. 8. septembra 1514 je Moskva doživela velik poraz v bitki pri Orši, ki je preprečil, da bi Moskva zasedla vse ozemlje nekdanje Kijevske Rusije. Poljska je bitko izkoristila v propagandne namene z močnim protiruskim sentimentom. V pismu, poslanem Rimu, je pisalo, da "Moskovčani niso kristjani, so kruti in barbari, Azijci in ne Evropejci, povezani s Turki in Tatari, da bi uničili krščanstvo". Poljsko-litovska vojska po zmagi ni bila sposobna za hitre premike, da bi ponovno zavzela Smolensk.
Leta 1518 so bile ruske sile ponovno premagane med obleganjem Polocka, ko je, po legendi, litovske sile navdihnil pogled na njihovega zavetnika, Sigismundovega starejšega brata svetega Kazimirja. Leta 1522 je bilo med Litvo in Moskovijo sklenjeno premirje, ki je trajalo do leta 1534.
Ko so veliki hetman Jurij Radziwiłł in Tatari leta 1534 izropali zahodno Rusijo, so Moskovčani iz maščevanja ponovno napadli Litvo. Ustavili so jih poljski poveljnik Jan Amor Tarnowski in zavezniki pri Starodubu leta 1535. Zmaga je utrdila vzhodni bok poljsko-litovske države do začetka livonske vojne leta 1558.

### Evropa
Leta 1515 je Sigismund I. sklenil zavezništvo s cesarjem Svetega rimskega cesarstva Maksimilijanom I. V zameno za Maksimilijanovo podporo določbam Drugega torunjskega miru  iz leta 1466 je privolil v poroko otrok svojega brata Vladislava II. Češkega in Ogrskega z Maksimilijanovimi vnuki. S to dvojno poroko sta Češka in Ogrska po smrti Sigismundovega nečaka Ludvika II. v katastrofalni bitki pri Mohaču leta 1526 prešli pod habsburško oblast.
Zaskrbljen zaradi vse tesnejših vezi med Habsburžani in Rusijo je Sigismund I. leta 1524 sklenil zavezništvo s francoskim kraljem Francem I., da bi se izognil morebitni vojni na dveh frontah. Zaveznike v Srednji Evropi je iskal tudi sam Franc I., da bi omejil naraščajočo moč habsburškega cesarja Karla V., katerega kraljestva so opisovali kot "cesarstvo, na katerem sonce nikoli ne zaide". Pomemben člen pri sklepanju zavezništva s Francijo je bila kraljica Bona Sforza. Uradna pogajanja leta 1524 je vodil Antonio Rincon, katerega je nasledil Jerome Laski. Sporazum je določal, da se Francev sin in vojvoda Orléansa Henrik poroči z eno od Sigismundovih hčera, Sigismundov najstarejši sin pa z eno od Francevih hčera. Ko je Karel V. v bitki pri Paviji leta 1525 porazil francosko vojsko, so se pogajanja končala in zavezništvo je razpadlo. Vznemirjen zaradi poloma svojega pohoda v Italijo, se je Franc namesto na Poljsko obrnil na Ogrsko in leta 1528 sklenil francosko-ogrsko zavezništvo s kraljem Ivanom Zapoljo.
Po smrti Ivana (Januša) III. Mazovskega leta 1526 je Sigismund nasledil Mazovijo z Varšavo in jo priključil Kraljevini Poljski. Po Ivanovi smrti se je ugibalo, ali sta bila on in njegov mlajši brat Stanislav zastrupljena na ukaz kraljice Bone. Obtožbe so bile tako razširjene in divje, da je Sigismund ukazal preiskavo, zaradi katere je bil 9. februarja 1528 objavljen poseben odlok, ki je potrdil, da sta  mazovska kneza umrla naravne smrti ali zaradi neke smrtne bolezni. Po besedah letopisca Jana Długosza bi lahko bil pravi vzrok smrti obeh knezov podedovana tuberkuloza.
V drugih političnih zadevah si je Sigismund prizadeval za mirno sobivanje s Krimskim kanatom, vendar mu ni uspelo popolnoma prekiniti obmejnih spopadov.

### Tevtonski viteški red
Več kot dvesto let trajajoče poljske vojne s Tevtonskim viteškim redom so se končale leta 1525 s Krakovskom sporazumom, s katerim se je končala zadnja poljsko-tevtonska vojna (1519-1521). Tevtonski red je z Drugim torunjskim mirom iz leta 1466  prišel pod poljsko suverenost, kar se je križalo z nemškimi interesi v Livoniji,  Pomorjanskem, Varmiji in Mazuriji. Red se je poskušal izogniti plačevanju davka poljskim monarhom, ki je bil dokaz šibkosti in odvisnosti. 
Red se je v skladu s Krakovskim sporazumom nenadoma sekulariziral in de facto postal marionetna poljska država, kar je trajalo do Bromberškega sporazuma leta 1655. Sigismundov nečak in pruski vojvoda Albert se je pod Lutrovim vplivom spreobrnil v luteranstvo in Sigismundu I. zkazal fevdalni poklon. V zameno je kot prvi pruski vojvoda dobil v dedno last posesti Tevtonskega reda. Dogodek se v poljskem in litovskem zgodovinopisju omenja kot "Pruski poklon". Pruski Deželni svet in parlament sta se zbrala v Königsbergu, kjer so odposlanci sprejeli novega vojvodo in protestantsko reformacijo. Tevtonski red je izgubil svoj pomen kot vojaški red v Prusiji in se umaknil v Sveto rimsko cesarstvo, kjer se je osamil.

## Renesansa in zapuščina
Sigismund se je zelo zanimal za renesančni humanizem in oživitev klasične antike.  K razvoju poljske renesanse je veliko prispevala tudi njegova druga žena Bona Sforza, hči milanskega vojvode Giana Galeazza Sforza. V kraljestvo je iz svoje domovine pripeljala priznane italijanske umetnike, arhitekte in kiparje. Med Sigismundovim vladanjem je na Poljskem in v Veliki litovski vojvodini začela cveteti renesansa. Očetovo delo je nadaljeval njegov sin Sigismund II. Avgust.
Med slavnimi osebnostmi, ki so takrat gostovale ali živele na Poljskem, so bili Bartholommeo Berecci, Francesco Fiorentino, Santi in Mateo Gucci, Bernardo Morando, Giovanni Battista di Quadro in Hans Dürer. Večina dekoraterjev, ki so delali na dvoru, so bili tujci, zlasti Italijani in Nemci, ki so močno vplivali na celotno poljsko arhitekturo. Njihovo osrednje delo je grad Vavel v Krakovu, ki je bil sedež poljskih monarhov in eden od največjih gradov v srednji Evropi. Grad, ki stoji na griču nad starim mestnim jedrom Krakova, je bil obsežno rekonstruiran v renesančnem slogu in prilagojen zasebnim potrebam kraljeve družine. Italijansko štirikotno notranje dvorišče,  hodnike, oboke in portale je oblikoval Francesco Fiorentino s pomočjo Benedikta iz Sandomierza. Podobno zasnovo ima tudi grad Niepołomice, lovski dvorec Jagelonov.
Najvidnejši primer Sigismundove arhitekturne zapuščine je nagrobni spomenik v obliki kapele v Vavelski stolnici. Kapela je bila zgrajena med letoma 1519 in 1533 po načrtih Bartolomea Berreccija iz Firenc in je služila kot mavzolej zadnjega Jagelona. Zunanja kupola kapele je pozlačena, notranjost grobnice iz marmorja pa je zasnoval Santi Gucci. Zgodovinarji, strokovnjaki in arhitekti so kapelo soglasno proglasili za "najlepši primer toskanske renesanse severno od Alp". Sigismund I. je naročil tudi izdelavo zvona, težkega 12,6 ton, ki je bil poimenovan v njegovo čast. Sigismundov zvon je bil nameščen 13. julija 1521 na najsevernejšem stolpu Vavelske stolnice. Zvon je zvonil ob verskih in državnih praznikih in v nekaterih najpomembnejših trenutkih poljske zgodovine in je eden od poljskih narodnih simbolov.

## Smrt in nasledstvo
Sigismund je trpel za številnimi boleznimi, zlasti proti koncu življenja. Že od mladosti so ga mučile stalne vročice, kasneje tudi protin in od jeseni 1528 akutni revmatizem. Bolezen, ki  je močno prizadela njegove sklepe in desno nogo, se je ponovila leta 1529 in 1534. Sigismund II. Avgust je bil leta 1529 vivente rege  kronan za njegovega naslednika verjetno ravno zaradi njegovega slabega zdravstvenega stanja in strahu pred nenadno smrtjo. K slabemu zdravju so pripomogle tudi slabe prehranjevalne navade in slaba prehrana, zlasti velike količine piva in medice. Zaradi nezmožnost hoje so ga morali nosiiti, vseskozi pa je bil bistrega uma in v politiki aktiven do smrti. Leta 1543 je prebolel gripo, ki je razsajala v Krakovu, in leta 1545 užival v zadnjem lovskem izletu v Niepołomice.
Umrl je 1. aprila 1548, star 81 let. Pokopan je bil 7. julija v Vavelski stolnici v Krakovu. Nasledil ga je edini zakonski sin Sigismund II. Avgust, zadnji jagelonski kralj Poljske in Litve. 
Leta 1587 je bil za poljskega kralja izvoljen njegov vnuk Sigismund III. iz dinastije Vasa, ki je bil sin Katarine Jagelo in njenega moža, švedskega kralja Ivana III. Vasa. Jagelonska krvna linija poljskih monarhov se je končala s smrtjo Ivana II. Kazimirja, drugega sina Sigismunda III.Vasa.

## Portreti
- Marcello Bacciarelli (18. stoletje)
- Joos van Cleve (okoli 1520): Sigismund v opravi maga[30]
- Andreas Jungholz (1546)
- Neznan avtor (1550)

- Bartolommeo Berrecci: Sigismundova stara grobnica v Vavelski stolnici
- Jan Matejko (okoli 1880): Sigismund I. Stari

## Soproge in potomci
Leta 1512 se je poročil z ogrsko plemkinko Barbaro Zapolja (umrla 1515), s katero je imel hčerki
- Hedviko Brandenburško (15. marec 1513 – 7. februar 1573), poročeno v brandenburškim volilnim knezom Joahimom II. Hektorjem
- Ano (1. julij 1515 – 8. maj 1520)

Leta 1517 se je poročil z Bono Sforza, s kateto je imel dva sinova štiri hčerke:
- kraljico Izabelo Ogrsko (18. januar 1519 – 15. september 1559), poročeno z ogrskim kraljem Ivanom Zapoljo (umrl 1540)
- Sigismunda II.  Avgusta (1. avgust 1520 – 7. julij 1572)
- vojvodinjo Zofijo (13. julij 1522 – 28. maj 1575), poročeno s Henrikom V., vojvodom Brunswick-Lüneberga (umrl 11. junija 1568)
- kraljico Ano Poljsko (18. oktober 1523 – 9. september 1596), poročeno s kraljem Štefanom Báthoryjem  (umrl  12. decembra 1586)
- kraljico Katarino Švedsko (1. november 1526 – 16. september 1583), poročeno s finskim vojvodom, kasnejšim švedskim kraljem Ivanom III. (umrl 17. novembra 1592)

S Katarino Telniczanka (umrla 1528) je imel pred prvo poroko tri nezakonske otroke:
- sina Jana (8. januar 1499 – 18. februar 1538), škofa Vilne (1519–1536) in Poznana (1536–1538)
- Regino  (1500/1 – 20. maj 1526), poročeno s Hieronimom  Szafraniecom, starosto  Cieszyna (umrl 1556/59)
- Katarino (1503 – pred 9. septembrom 1548), poročeno z Jurijem II., grofom  Montforta in Pfannberga (umrl 1544)